# Incidente di Vermicino
L'incidente di Vermicino fu un avvenimento accaduto in Italia tra il 10 ed il 13 giugno 1981 che causò la morte di un bambino di sei anni, Alfredo Rampi detto Alfredino (Roma, 11 aprile 1975 – Vermicino, 13 giugno 1981).
Il bambino cadde accidentalmente in un pozzo artesiano lasciato aperto in via Sant'Ireneo, in località Selvotta, una frazione di Frascati situata lungo la via di Vermicino, che collega la via Casilina alla Tuscolana. Dopo quasi tre giorni di inutili tentativi di salvataggio, il bambino morì dentro il pozzo a una profondità di circa 60 metri. La vicenda ebbe un enorme impatto sulla stampa e sull'opinione pubblica, anche per la diretta televisiva a reti unificate della Rai durante le ultime 18 ore, che ne fece uno dei casi mediatici più rilevanti della storia italiana.
La mancanza di organizzazione e coordinamento dei soccorsi, ai limiti dell'improvvisazione, fecero comprendere l'esigenza di una struttura organizzativa dedicata alla gestione delle emergenze, che negli anni successivi portò alla nascita del Dipartimento della protezione civile, all'epoca ancora solo sulla carta.

## Storia

### L'incidente
Nel mese di giugno 1981 la famiglia Rampi, composta dal padre Ferdinando, dalla madre Franca Bizzarri, dalla nonna paterna Velia e dai figli Alfredo, detto Alfredino, e Riccardo, rispettivamente di 6 e 2 anni, stava trascorrendo un periodo di vacanza nella loro seconda casa, in località Selvotta, nel comune di Frascati (RM), in vicinanza della località di Vermicino.
La sera di mercoledì 10 giugno Ferdinando Rampi, due suoi amici e il figlio Alfredino stavano passeggiando nella campagna circostante. Al momento di tornare indietro, alle ore 19:20, Alfredino chiese al padre di poter continuare il percorso verso casa da solo, attraverso i prati, precedendolo; Ferdinando acconsentì, ma quando giunse a sua volta a casa, verso le ore 20, scoprì che il figlio non era arrivato. Dopo circa mezz'ora, continuando a non vederlo arrivare, i genitori cominciarono a cercarlo nei dintorni; non trovandolo, alle 21:30 circa contattarono le forze dell'ordine. Nel giro di 10 minuti giunsero sul posto polizia, vigili urbani e vigili del fuoco, oltre ad alcuni abitanti del posto, attratti dal viavai. Tutti insieme si unirono ai genitori nelle ricerche, che vennero portate avanti anche con l'ausilio di unità cinofile. Fin dai primi minuti si palesarono improvvisazione e mancanza di metodo: le prime squadre di soccorso, nonostante si fosse alle ultime luci del crepuscolo, erano sprovviste di lampade portatili, mentre i cani da ricerca arrivarono solo dopo diversi minuti da Nettuno.
La nonna fu la prima ad ipotizzare che Alfredino fosse caduto in un pozzo che sapeva essere stato recentemente scavato in un terreno adiacente, in cui si stava edificando una nuova abitazione; tale pozzo venne tuttavia trovato coperto da una lamiera tenuta ferma da sassi. Il brigadiere della Polizia di Stato Giorgio Serranti volle comunque ispezionarlo, quindi fece rimuovere la lamiera, infilò la sua testa nell'imboccatura e rivelò che i sospetti della signora Velia erano corretti, in quanto era riuscito a udire i flebili lamenti di Alfredino. Si scoprì poi che il buco era stato chiuso dal proprietario, Amedeo Pisegna, che vi aveva deposto la lastra metallica alle ore 21, malauguratamente dopo che il bambino era precipitato nel pozzo ed erano già iniziate le ricerche. Pisegna, 44 anni, abruzzese di Tagliacozzo, insegnante di applicazioni tecniche a Frascati, verrà in seguito processato con l'accusa di omicidio colposo con l'aggravante della violazione delle norme sulla prevenzione degli infortuni, venendo però infine prosciolto.

### I soccorsi
I soccorritori quindi si radunarono all'imboccatura del pozzo e vi calarono una lampada, tentando di localizzare Alfredino. La prima stima rilevò che il bambino era bloccato a 36 metri di profondità e la sua caduta era stata arrestata da una curva o da una rientranza del cunicolo.
Le operazioni di soccorso si rivelarono subito estremamente difficili, in quanto la voragine presentava una profondità complessiva di ben 80 metri, un'imboccatura larga solamente 28 cm e pareti irregolari e frastagliate, piene di sporgenze e rientranze. Giudicando impossibile calarvi dentro una persona, il primo tentativo di salvataggio consistette nel calare nell'imboccatura una tavoletta legata a corde, allo scopo di consentire al bimbo di aggrapparvisi per sollevarlo. Tale scelta ebbe conseguenze assolutamente infauste, in quanto la tavoletta si incastrò nel pozzo ad una profondità di 24 metri, ben al di sopra del bambino, e non fu più possibile rimuoverla, poiché la corda che teneva la tavoletta si spezzò: di conseguenza il condotto venne quasi completamente ostruito. Attorno all'una di notte alcuni tecnici della Rai, allertati allo scopo, calarono nel budello roccioso un'elettrosonda a filo, per consentire ai soccorritori in superficie di comunicare con il bambino, il quale rispose lucidamente quando gli si rivolse la parola. Un'ora dopo, alle 2 del mattino, l'ANSA divulgò per prima la notizia dell'incidente, che passò però sostanzialmente inosservata.
Si pensò quindi di scavare un tunnel parallelo al pozzo, da cui aprire un cunicolo orizzontale lungo 2 metri, che consentisse di penetrare nella cavità poco sotto il punto in cui si supponeva si trovasse il bambino. Per fare ciò occorreva una sonda di perforazione: il comandante dei Vigili del fuoco di Roma Elveno Pastorelli, che si era interessato al caso non appena ne era venuto a conoscenza, provò infruttuosamente a fare alcune telefonate per il reperimento urgente di mezzi d'escavazione, per poi decidere di fare un appello pubblico attraverso alcune emittenti televisive private laziali. A rendersi disponibile fu la ditta Tecnopali di Roma, che provvide a impiantare l'apparecchiatura alle ore 6:00.
Uno di questi appelli per il reperimento di mezzi di scavo, trasmesso da Tele Roma 56, fu visto da quello che sarebbe diventato il primo giornalista televisivo a recarsi sul posto, l'inviato del TG2 Pierluigi Pini, il quale era appena rientrato a casa dopo un turno di lavoro notturno. Il giornalista telefonò al numero indicato nel filmato e si fece spiegare dove era avvenuto l'incidente, poi chiamò il proprio operatore dicendogli di recarsi subito a Vermicino: la troupe iniziò così a inviare agli studi di via Teulada le prime immagini e i primi servizi dal luogo dell'incidente.
Alle ore 4:00 dell'11 giugno giunse sul posto un gruppo di giovani speleologi del soccorso alpino, che si offrirono come volontari per calarsi nel sottosuolo. Il caposquadra Tullio Bernabei, 22 anni, di corporatura piuttosto magra, fu il primo a scendere nel pozzo e, calato a testa in giù, tentò di rimuovere la tavoletta che era rimasta incastrata. I restringimenti del pozzo però gli consentirono di arrivare solo a un paio di metri da questa; una volta riportato in superficie, Bernabei riferì di aver intravisto il bambino sotto la tavoletta e di avergli parlato. Dopo di lui si calò un secondo speleologo, Maurizio Monteleone, ma anch'egli non riuscì ad afferrare ed estrarre la tavoletta, pur arrivando a pochissima distanza da essa. Nel frattempo i Vigili del fuoco avevano incominciato a pompare ossigeno nel pozzo, allo scopo di evitare l'asfissia del bambino. Anche uno speleologo del gruppo Cai di Latina, Fabio Pironi, di Bondeno, giovanissimo e molto magro, tentò l'impresa calato, sempre a testa in giù, dai pompieri, ma nemmeno lui riuscì ad avvicinarsi ad Alfredino.
Il comandante Pastorelli ordinò allora di sospendere i tentativi degli speleologi e concentrare gli sforzi nella perforazione del "pozzo parallelo". Una geologa lì presente, Laura Bortolani, ipotizzando che in profondità si sarebbero incontrati substrati di terreno molto duri (peperino e rocce laviche), fece notare a Pastorelli che sarebbe occorso un lungo tempo per la perforazione e pertanto propose di proseguire anche con gli altri tentativi. Secondo Tullio Bernabei tale suggerimento sarebbe stato respinto da Pastorelli, il quale avrebbe ribadito il divieto di ulteriori discese degli speleologi, invitandoli ad allontanarsi.
Alle ore 8:30 iniziarono gli scavi e il terreno inizialmente si rivelò friabile, con la sonda che riuscì ad affondare per 2 metri in due ore; verso le 10:30, tuttavia, come previsto dalla Bortolani, venne intercettato uno strato di roccia granitica difficile da scalfire. 
Nel frattempo Alfredino era sempre rimasto pienamente cosciente, lamentandosi per il forte rumore, alternando momenti di veglia a periodi di sonno e chiedendo da bere: per giustificare i forti colpi e allo stesso tempo per rincuorarlo e confortarlo, gli venne detto che stavano arrivando a salvarlo Jeeg robot d'acciaio o Mazinga Z.
Alle 10:30, per non interferire con le comunicazioni via etere dei soccorritori e con l'elettrosonda nel pozzo, la Rai e le stazioni radiofoniche del Lazio disattivarono i loro ponti radio in onde medie.
Verso le 13:00, su specifica richiesta dei soccorritori, venne fatta arrivare sul posto un'altra perforatrice, più grande e potente della prima. All'incirca alla stessa ora andavano in onda le edizioni di mezza giornata del TG1 e del TG2: fu a questo punto che la Rai incominciò a occuparsi con vivo interesse del fatto, già affrontato con alcuni servizi nei bollettini delle ore precedenti.
Il giornalista Piero Badaloni affermò che il comandante Pastorelli aveva diramato la previsione che nel giro di poche ore la perforazione si sarebbe conclusa e l'operazione di salvataggio sarebbe andata a buon fine; per questa ragione il TG1 decise a sua volta di collegarsi sfruttando la troupe del TG2, che era rimasta sul posto, auspicando di poter trasmettere il salvataggio in tempo reale. Poco dopo anche il TG3 decise di unirsi alla cronaca dei fatti, che dai semplici servizi si era ormai tramutata in una diretta a flusso continuo e a reti unificate, il tutto appoggiandosi soltanto alla ridotta strumentazione del notiziario della seconda rete.
La risonanza mediatica alimentò la curiosità del pubblico, non solo televisivo: attorno al pozzo finì quindi per raccogliersi una folla di circa 10 000 persone e incominciarono ad arrivare anche venditori ambulanti di cibo e bevande. Probabilmente anche questo colossale assembramento (la zona non era stata transennata e chiunque poteva farsi strada tra la calca ed arrivare praticamente fino all'imboccatura della cavità) ebbe un ruolo rilevante nel rallentare la macchina dei soccorsi.
Intorno alle 16:00 entrò in azione la seconda perforatrice, più efficace, dopo che la prima era riuscita a scavare un pozzo di 20 metri di profondità e 50 cm di diametro. I tecnici operatori di questa nuova macchina, a causa del sottosuolo duro e compatto, ipotizzarono non meno di 8-12 ore di lavoro per arrivare alla profondità richiesta.
Alle 18:22 il pozzo parallelo aveva raggiunto una profondità di 21 metri e lo scavo procedeva con difficoltà. Interpellato allo scopo, Evasio Fava, primario di rianimazione all'ospedale San Giovanni, si dedicò a controllare le condizioni di salute del bambino, che era affetto da una cardiopatia congenita che avrebbe dovuto essere operata nel successivo mese di settembre.
Alle ore 20:00 entrò in funzione un terzo impianto di perforazione, più piccolo e agile; al contempo fu calata nel pozzo una flebo di acqua e zucchero per tentare di nutrire e dissetare il bambino. Ritenendo non più necessario lasciare libere le frequenze e a fronte di numerose telefonate degli ascoltatori, preoccupati che il silenzio radiofonico fosse legato a situazioni eversive, le emittenti locali ripresero le trasmissioni in onde medie.

Il Presidente della Repubblica Sandro Pertini tenta di dialogare con Alfredino Rampi all'imboccatura del pozzo

Alle 21:30 si rese necessaria una pausa nella perforazione; alle 23:00 fu autorizzato a scendere nel pozzo un volontario, il manovale siciliano Isidoro Mirabella (1929-2011), 52 anni, dal fisico minuto, che venne subito ribattezzato "l'Uomo Ragno". Egli però, a causa di ostacoli tecnici, non riuscì ad avvicinarsi a sufficienza al bambino, anche se poté parlargli.
Alle 7:30 del 12 giugno la perforatrice era arrivata soltanto a 25 metri di profondità. Un'ora e mezza dopo incontrò un terreno più morbido, che le consentì di accelerare la discesa; nel frattempo i soccorritori, tramite l'elettrosonda, continuavano a parlare con Alfredino, che era sempre sveglio e vigile ma aveva cominciato a piangere dicendo di essere stanco.
Alle 10:10 lo scavo parallelo era arrivato a una profondità di 30 metri e 5 centimetri e un ingegnere dei vigili del fuoco rivide al ribasso la stima della profondità cui si trovava il bambino: 32,5 m invece di 36. Si decise pertanto di accelerare i lavori e di incominciare immediatamente a scavare il raccordo orizzontale fra i due pozzi, prevedendo di sbucare un paio di metri sopra il bambino. Alle 11:00 giunse sul posto una scavatrice a pressione per scavare il tunnel di connessione, che tuttavia si bloccò poco dopo l'accensione. Tre vigili del fuoco incominciarono quindi a scavare a mano. Nel frattempo Alfredino aveva smesso di rispondere ai soccorritori e i medici presenti sul posto, che ascoltavano il suo respiro, riferirono che stava rallentando, registrando circa 48 espirazioni al minuto.
Alle 16:30 giunse sul posto il Presidente della Repubblica Sandro Pertini, che si fece porgere il microfono per poter parlare con il bambino; l'arrivo del presidente (che si trattenne per tutta la serata e la notte, fino alle 7 di mattina dell'indomani) fu determinante nel convincere le redazioni dei telegiornali a non interrompere la diretta ed al contempo complicò ulteriormente la già caotica situazione circostante.
Alle 19:00 il cunicolo orizzontale fu completato, ponendo il pozzo in cui si trovava Alfredino in comunicazione con quello parallelo, a 34 metri di profondità. Si dovette tuttavia prendere atto del fatto che il bambino non era nelle vicinanze del foro appena aperto in quanto, probabilmente anche a causa delle vibrazioni causate dalla perforazione, era scivolato molto più in basso, a una profondità imprecisata. Pastorelli richiamò gli speleologi e chiese a Bernabei di calarsi nel secondo pozzo: il soccorritore si affacciò quindi dal cunicolo orizzontale di raccordo e calò una torcia legata a una cimetta per calcolare la posizione del bambino, che risultò essere distante circa una trentina di metri. In seguito si accertò che il bambino si trovava a circa 60 metri dalla superficie.
L'unica possibilità rimasta era la discesa di qualche volontario lungo il pozzo. Il primo a prestarsi fu uno speleologo, Claudio Aprile, che tentò di introdursi nel pozzo artesiano dal cunicolo orizzontale; tuttavia, l'apertura di comunicazione si rivelò troppo stretta per permettere la calata e il giovane speleologo dovette desistere.

Angelo Licheri portato a braccia dopo essere uscito dal tunnel

#### Angelo Licheri
Un altro coraggioso volontario, Angelo Licheri (1944-2021), 36 anni, tipografo di Nettuno ma di origine sarda, piccolo di statura e molto magro, chiese e ottenne di poter ripetere la stessa operazione. Licheri si tolse gli abiti che aveva indosso, rimanendo solo con la biancheria intima, in modo da non riscontrare troppo attrito nello stretto tunnel, e cominciò la discesa nel pozzo di soccorso e poi nel pozzo artesiano, poco dopo la mezzanotte fra il 12 e il 13 giugno. Al fine di superare i vari ostacoli durante la discesa, attraverso i quali egli stesso temeva di rimanere incastrato a sua volta, più volte chiese di farsi tirare su per almeno un paio di metri e poi di mollare di colpo la fune: ciò gli consentì di sfondare i punti di ostruzione, ma al contempo gli procurò sul corpo delle notevoli ferite da taglio, delle quali portò i segni per tutta la vita. In questo modo riuscì a raggiungere Alfredino e a dialogare con lui; il bambino però non riusciva più a parlare e aveva iniziato a emanare dei rantoli, segno di una respirazione che stava peggiorando. Prima di tutto, Licheri rimosse con le dita il fango dagli occhi e dalla bocca di Alfredino, dopodiché riuscì a liberargli le mani e le braccia, che erano raccolte dietro le anche; non riuscì però a disincastrarlo completamente, in quanto il bambino si presentava rannicchiato con le ginocchia che gli schiacciavano il petto. A questo punto, tentò di allacciargli l'imbracatura per tirarlo fuori dal pozzo, ma per ben tre volte l'imbracatura s'aprì; tentò allora di prenderlo di forza prima sotto le ascelle e poi per le braccia, ma il bambino continuava a scivolare per via del fango che lo ricopriva. Per di più, involontariamente, Licheri spezzò anche il polso sinistro di Alfredino. Licheri rimase a testa in giù per un tempo totale di 45 minuti, contro i 25 considerati soglia massima di sicurezza in posizione corporea capovolta. Preso atto dell'impossibilità di liberare il bambino in quella posizione innaturale, Licheri decise di arrendersi e ritornò in superficie senza Alfredino, non prima di avergli mandato un bacio. Uscito dal pozzo, sanguinante, ricoperto di fango e non in grado di reggersi in piedi, Licheri chiese un bicchiere d'acqua e una coperta per il freddo che avvertiva e fu trasportato d'urgenza in ospedale; si riprese completamente alcune settimane dopo. Fortemente provato dalla vicenda, Licheri sceglierà poi di lasciare l'Italia per oltre vent'anni, trasferendosi a vivere in Kenya fino circa al 2005, quando ritornò a Nettuno, dove morì nel 2021, per una grave forma di diabete, che gli provocò altresì quasi totale cecità, più l'amputazione di una gamba.
Dopo Licheri cominciarono a offrirsi vari altri volontari, fra cui nani, esperti di pozzi e persino un contorsionista circense soprannominato "Denis Rock". Intorno alle ore 3:00 venne imbracato per la discesa nel pozzo Pietro Molino, un ragazzo di 16 anni originario di Napoli, anch'egli di corporatura esile e giunto sul posto accompagnato da un cugino; quando si scoprì che era minorenne e che quindi non poteva scendere senza un consenso da parte dei genitori, in quel momento non presenti, il ragazzo venne fermato dal magistrato presente sul posto.

### La morte
Verso le 5:00 del mattino ebbe inizio il tentativo di un altro speleologo, Donato Caruso, 22 anni, di Avezzano (AQ). Anch'egli riuscì a raggiungere Alfredino e provò a imbracarlo, ma le fettucce da contenzione psichiatrica che aveva usato affinché fungessero da cappio scivolarono via al primo strattone. Caruso si fece sollevare di nuovo fino al cunicolo di collegamento, dove si fermò per riposare, poi venne nuovamente calato giù e fece altri tentativi con delle manette, metodo molto più rischioso anche per il soccorritore perché queste erano legate alla stessa sua corda di sicurezza. Alla fine anche Caruso tornò in superficie senza esser riuscito nell'intento, riportando inoltre la notizia della probabile morte del bambino, che non dava più segni di vita.
Dopo che la signora Franca chiamò per molte volte invano il figlio, verso le 9:00 del 13 giugno venne calato nel pozzo uno stetoscopio, al fine di percepire il battito cardiaco del bambino. Non registrando nulla, verso le ore 16:00 venne calata nella buca una piccola telecamera fornita da alcuni tecnici della Rai, che a circa 55 metri individuò la sagoma immobile di Alfredino, che non si muoveva e non respirava più. Venne quindi eseguita la dichiarazione di morte presunta e, per assicurare la conservazione del corpo, il magistrato competente ordinò che fosse immesso nel pozzo del fluido criogenico (azoto liquido a −200 °C). Il cadavere fu poi recuperato da tre squadre di minatori della miniera di Gavorrano (GR) l'11 luglio seguente, 28 giorni dopo la morte del bambino.
I funerali del piccolo Alfredino furono officiati mercoledì 15 luglio 1981 nella basilica di San Lorenzo fuori le mura; la salma venne trasportata dagli stessi volontari che avevano tentato di salvarlo, fra cui Angelo Licheri e Donato Caruso. Alfredino è sepolto in un loculo presso il nuovo reparto del Cimitero del Verano di Roma, accanto alla nonna Velia e al fratello Riccardo, deceduto nel 2015 all'età di 36 anni per un improvviso infarto.

## Risonanza mediatica
(Piero Badaloni)
(Emilio Fede)
La vicenda ebbe una notevole risonanza mediatica e fu il primo evento in Italia oggetto di una diretta televisiva ininterrotta, organizzata dalla Rai de facto a reti unificate, durata ben 18 ore (certo favorita dalla facilità di accesso al sito ─ nell'hinterland romano ─ per i giornalisti e gli operatori della radiotelevisione pubblica) e che catturò l'attenzione di circa 21 milioni di persone, rimaste per ore davanti al televisore per seguirne lo svolgimento.
Nel 1981 la Rai non disponeva ancora di tecnologie adatte per gestire una diretta in esterna di lunga durata e intrapresa senza preavviso: generalmente le trasmissioni su eventi di cronaca erano mandate in onda in sintesi e in differita, anche per la riluttanza dei giornalisti televisivi dell'epoca nel presenziare in tempo reale a eventi tragici e dolorosi, dovuta al pudore e al rispetto sia delle vittime sia degli spettatori. La cronaca audiovisiva della tragedia di Vermicino finì per sovvertire gli stilemi della copertura mediatica delle tragedie pubbliche e private e portò alla nascita dell'espressione "TV del dolore".
Il tutto avvenne in modo piuttosto casuale: dopo i primi collegamenti, la diretta non stop fu avviata a seguito dell'incauta dichiarazione resa dal capo dei Vigili del Fuoco Elveno Pastorelli, il quale attorno alle 13.00 si disse convinto che l'incidente si sarebbe risolto positivamente in poco tempo. I mezzi di ripresa e trasmissione erano quelli, piuttosto ridotti, della piccola troupe del TG2 guidata da Pierluigi Pini, sufficienti per brevi collegamenti dedicati a un solo telegiornale, ma che finirono per essere sfruttati da tutti e tre i telegiornali nazionali, i quali a loro volta decisero di collegarsi, nel convincimento di poter documentare e commentare il salvataggio.
Con il passare delle ore, a dispetto delle aspettative, la situazione non si risolse e anzi si andò via via aggravando, ma ormai l'attenzione suscitata presso i telespettatori era tale da rendere impossibile l'interruzione della trasmissione in diretta, che finì quindi per protrarsi fino a quando fu chiaro che l'esito era stato il peggiore possibile; oltretutto il giornalista Emilio Fede, all'epoca direttore del TG1, dichiarò che Antonio Maccanico, il segretario generale alla Presidenza della Repubblica dell'epoca, avrebbe esercitato pressioni per proseguire senza interruzioni il collegamento, a maggior ragione dopo aver appreso che anche il presidente Pertini si stava per recare sul luogo.
A riprova del grande interesse manifestato dal pubblico per la sorte del bambino, il giornalista Giancarlo Santalmassi riferì che l'unica interruzione della diretta era avvenuta sulla Rete 1 alle 20:40 di venerdì 12 giugno, per trasmettere una tribuna politica con ospite l'esponente socialdemocratico Pietro Longo. Il collegamento proseguì sugli altri canali, ma l'interruzione sul primo canale bastò a far sì che i centralini della Rai venissero tempestati da centinaia di telefonate, nelle quali gli spettatori chiedevano che si ripristinasse la diretta da Vermicino. Tutti i giornalisti della TV di Stato coinvolti nella cronaca del fatto concordarono di aver provato grande disagio a cospetto dell'evolversi della vicenda, citando in particolare come motivo di particolare ignominia sia l'aver trasmesso i lamenti del bambino, sia un momento nel quale qualcuno arrivò a strattonare la madre di Alfredino per far sì che rivolgesse il proprio volto verso la telecamera.
Nel maggio 1995 la RAI pubblicò parte della registrazione della diretta televisiva dei tentativi di salvataggio, integralmente custodita negli archivi della radiotelevisione di Stato, all'interno della collana di videocassette Grandi emozioni TV (dedicate agli avvenimenti notevoli della storia contemporanea italiana), distribuite nelle edicole in collaborazione con le Edizioni Bramante; a seguito di un ricorso d'urgenza della famiglia Rampi (i cui membri hanno sempre rifiutato di intervenire in televisione per parlare della vicenda) e a un'interrogazione in Commissione di vigilanza Rai, il nastro fu ritirato dal commercio nel giro di una settimana. In seguito il tribunale civile di Roma emanò un provvedimento in cui vietava di mostrare le sequenze filmate in cui Alfredo Rampi «piange o singhiozza», «chiama la mamma o i soccorritori» e quelle in cui «i genitori e altri soccorritori cercano di tranquillizzarlo», facenti parte della registrazione della diretta. In occasione del ventennale della tragedia, nel 2001, l'allora direttrice delle teche Rai Barbara Scaramucci emise una nota di servizio all'attenzione dei giornalisti, per ricordare il divieto tassativo di mostrare tali spezzoni. Di fatto però tale divieto è stato violato più volte: in occasione del trentennale dell'incidente, nel 2011, il programma La storia siamo noi trasmise ampi spezzoni delle registrazioni in oggetto, e nello stesso anno, il 29 maggio, la trasmissione Cosmo su Rai 3 ricostruì la vicenda con alcune importanti testimonianze, tra cui quella dello speleologo Tullio Bernabei, che si calò nel pozzo.
Nel 2021, in occasione dei quarant'anni dal fatto, Franco Di Mare condusse su Rai 3 uno speciale del programma Frontiere intitolato L'Italia nel pozzo; durante tale trasmissione non furono mostrate registrazioni con i lamenti del bambino ed il conduttore sottolineò il divieto esistente a tale riguardo.

## Controversie
A un certo punto venne espresso il dubbio che Alfredo Rampi fosse stato deliberatamente addormentato e calato nel pozzo da ignoti, per motivi non chiari. Il dubbio nasceva da un'imbracatura rinvenuta attorno al corpo del bambino quando questo, circa un mese dopo, venne recuperato. Si chiarì però in seguito che tale imbracatura era stata utilizzata da Angelo Licheri nel suo infruttuoso tentativo di salvataggio e lì abbandonata. Il dolo venne alla fine escluso e l'indagine archiviata.

## Influenza culturale

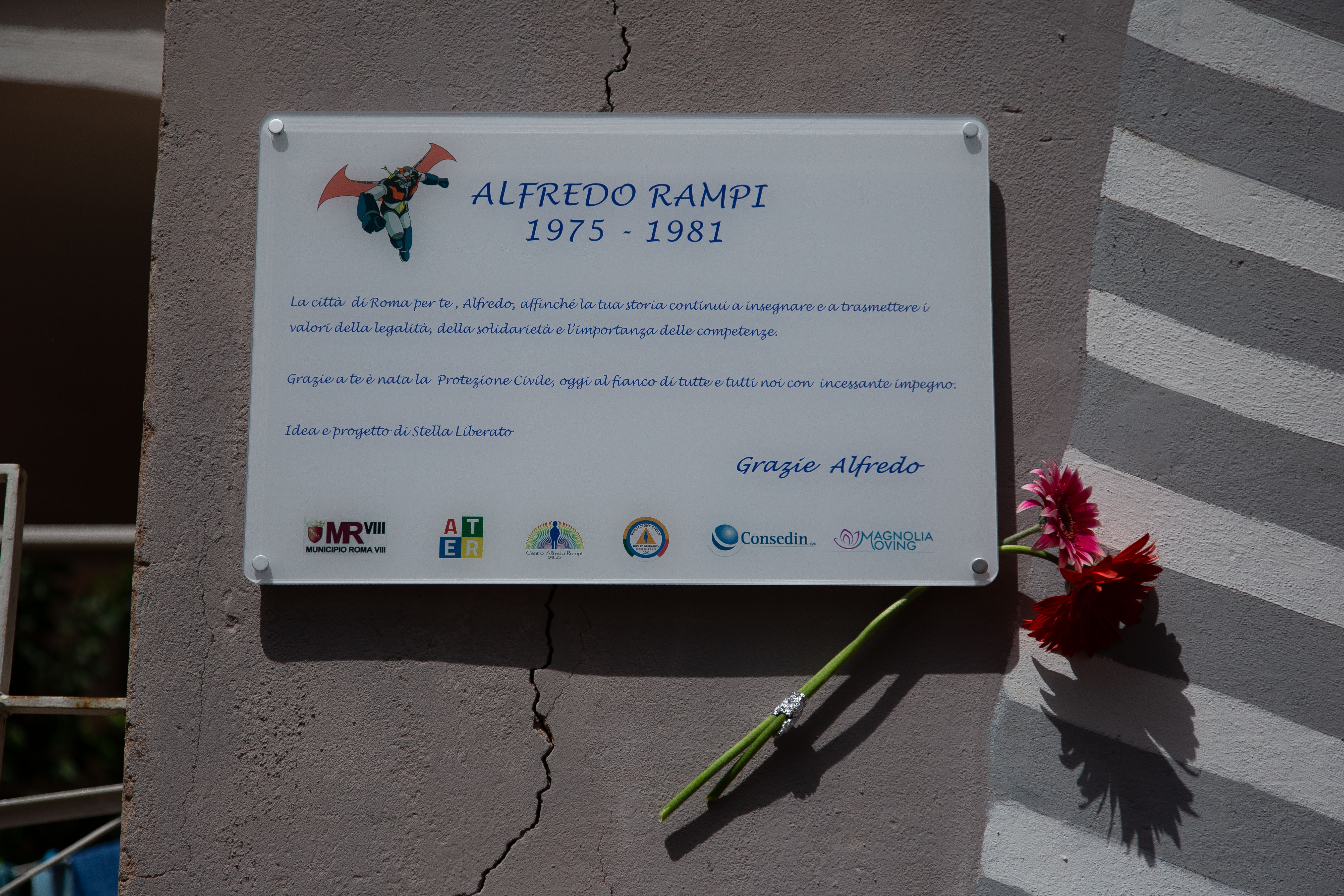
Targhetta posizionata sotto il murale di Alfredo Rampi

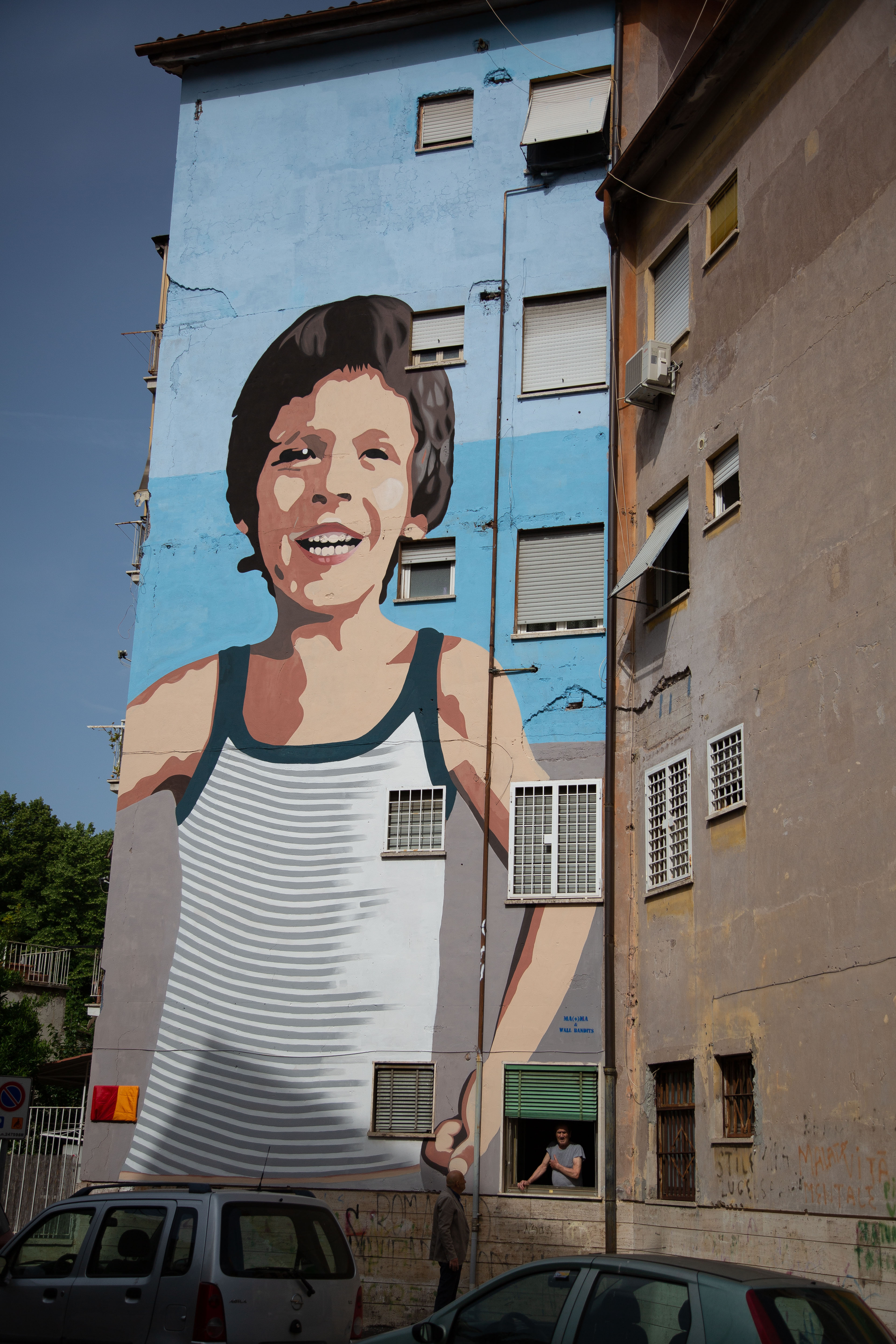
Murale di circa 70 m² raffigurante Alfredo Rampi

- Targhetta posizionata sotto il murale di Alfredo RampiMurale di circa 70 m² raffigurante Alfredo RampiA maggio 2022 è stato inaugurato un murale di circa 70 metri quadrati dedicato ad Alfredo Rampi. Il murale si trova a Roma, Garbatella, via Rocco da Cesinale 2.[33]

La targhetta ad esso apposta recita: “La città di Roma per te, Alfredo, affinché la tua storia continui ad insegnare e a trasmettere i valori della legalità, della solidarietà e l’importanza delle competenze. Grazie a te è nata la Protezione Civile, oggi al fianco di tutte e tutti noi con incessante impegno, Grazie Alfredo”. Sulla targhetta, accanto al nome di Alfredo, è raffigurato il robot Mazinga Z.
- I Baustelle hanno dedicato ad Alfredo Rampi la canzone Alfredo, inclusa nell'album Amen del 2008, la quale critica soprattutto l'aspetto mediatico della vicenda.
- Lo scrittore Giuseppe Genna, nel suo romanzo Dies Irae[34] del 2006, fa ruotare intorno all'incidente di Vermicino e al fantasma di Alfredino Rampi il trentennio successivo di storia italiana, che porta la nazione alle soglie di un salto fantascientifico dopo gli anni Zero, fuori dalla vicenda della specie umana: «È un dolce presera italiano che va nel soffio tiepido e niente pare ora dentro il male e il soffio carezza le piane, e le catene dei colli, le rade e i valli del paese che muore Italia (...), il tuo nome, che ci ha consegnato per iniziare la storia, per continuarla, tu che non sei tu, manina chiusa, che nel sonno grande stringi qualcosa, o Alfredino»[35].
- Aldo Nove, nella sua raccolta di racconti Superwoobinda, pone l'accento sulla morte che diventa bene di consumo. Nel capitolo Vermicino, il racconto della tragedia è sottomesso all'imperio dell'immagine televisiva, che del tragico non lascia sopravvivere che il riflesso iconico, nient'altro che il fantasma-ricordo lucido e patinato della visione televisiva intervallata dagli spot pubblicitari:[36] «Questo Vermicino, io lo ricordo. Perché forse è stato il momento più bello della mia vita, te lo racconto così come è successo, con la luce spenta tutti alzati assieme a guardarlo. (…) Eravamo milioni di persone e lui giù, lì da solo (…) Vermicino era un programma davvero spontaneo».[37]
- L'artista milanese Akab scrive e disegna una breve storia Alfredino Vermicino, raccontata dal punto di vista del bambino.
- Nel romanzo di Pierluigi Vito I prigionieri, la lunga diretta televisiva da Vermicino viene raccontata dal punto di vista dei militanti delle Brigate Rosse che in quei giorni erano impegnati nel rapimento di Giuseppe Taliercio.[38]
- Lo spettacolo teatrale, Alfredino l'Italia in fondo a un pozzo, ricostruisce la vicenda in un monologo di narrazione scritto e interpretato da Fabio Banfo, diretto da Serena Piazza. Una coproduzione Effetto Morgana e Centro Teatrale MaMiMò di Reggio Emilia.
- La vicenda viene raccontata nella miniserie televisiva del 2021 Alfredino - Una storia italiana.
- Alcuni comuni italiani hanno dedicato dei luoghi pubblici alla memoria di Alfredo Rampi: Aci Catena (CT); Buccinasco (MI); Cagliari (nella municipalità di Pirri); Canicattì (AG); Favara (AG); Force (AP); Lusciano (CE); San Marco Evangelista (CE); Selegas (CA) Surbo (LE); Trieste (nel rione di Rozzol Melara - Chiadino), Pula (CA; parco giochi).

## Vicende simili
- L'8 aprile 1949 a San Marino, California, Kathy Fiscus (una bambina di poco meno di quattro anni) cadde in un pozzo. Nonostante il grande dispiegamento di mezzi, la bambina morì nella voragine nel giro di poche ore. La sua vicenda ha ispirato vari film, fra i quali Radio Days di Woody Allen (1987), L'asso nella manica di Billy Wilder (1951) e La bambina nel pozzo di Russell Rouse (1951)[39].
- Il 14 ottobre 1987, a Midland, in Texas, la piccola Jessica McClure, di diciotto mesi, cadde in un pozzo. Fu estratta viva il 16 ottobre. Dalla vicenda fu tratto un film TV, prodotto dalla ABC, dal titolo Una bambina da salvare (1989) e ispirò anche un episodio della seria animata I Simpson del 1994, intitolato Radio Bart (13x03) il quale satireggia l'accanimento mediatico sulla vicenda[40].
- Il 20 aprile 1996 Nicola Silvestri, un bambino di tre anni di Scerni (CH), cadde in un pozzo artesiano in località Colle Marrollo e venne trovato morto annegato la sera stessa.[41]
- Il 20 giugno 2012, in un villaggio vicino a Masnesar, a 40 chilometri da Delhi, in India, una bambina di nome Mahi cadde in un pozzo profondo 25 metri nel giorno del suo quinto compleanno. Venne estratta viva oltre 80 ore dopo, ma morì poco dopo.[42]
- Il 1º aprile 2017 Adrian Costan, un bambino di due anni di origini rumene, cadde in un pozzo a Velletri (Roma).[43] Venne estratto vivo ma in gravissime condizioni da una squadra speleo-fluviale dei Vigili del Fuoco e morì dopo due giorni di coma.[44]
- Il 13 gennaio 2019 un bambino di due anni, Julen Roselló, cadde in un pozzo profondo oltre 70 metri e non segnalato all'interno di un terreno a Totalán, un piccolo paese a circa 20 km da Malaga, in Spagna. Il corpo senza vita del bambino venne individuato e recuperato il 26 gennaio, 13 giorni dopo l’incidente. L'autopsia rivelerà che Julen aveva subìto un "grave trauma alla testa" a causa della caduta, morendo all'istante.
- Il 1º febbraio 2022 un bambino marocchino di cinque anni, Rayan Ourram, cadde in un pozzo profondo 32 metri inciampando mentre giocava. I soccorritori riuscirono ad alimentarlo e, nel pomeriggio del 5 febbraio, a liberarlo, ma le gravi ferite riportate ne causarono il decesso.[45]
- Il 27 giugno 2024 un bambino di dieci anni, Vincenzo Lantieri[46], cadde in un pozzo artesiano profondo circa 15 metri, per metà pieno d'acqua, in una zona di campagna nei pressi di Palazzolo Acreide (SR), dove si stava svolgendo un campo estivo. Un'operatrice del campo si calò nel pozzo nel tentativo di salvare il bambino ma restò intrappolata e venne salvata da una squadra speleo-fluviale dei Vigili del Fuoco, mentre invece il bambino morì annegato.[47]